# 7983 Festin
7983 Festin este un asteroid din centura principală de asteroizi.

## Descriere
7983 Festin este un asteroid din centura principală de asteroizi. A fost descoperit pe 16 martie 1980 la Observatorul La Silla de Claes-Ingvar Lagerkvist. El prezintă o orbită caracterizată de o semiaxă mare de 2,16 ua, o excentricitate de 0,04 și o înclinație de 1,9° în raport cu ecliptica.